# 尼泊尔驻拉萨总领事馆
尼泊尔驻拉萨总领事馆是尼泊尔驻中国西藏自治区拉萨市的总领事馆。也是西藏自治区唯一的外国领事机构。现任总领事是拉克西米·普拉萨德·尼罗拉。

## 简介
1958年5月11日，尼泊尔驻拉萨总领事馆开馆，2019年9月27日，总领事馆新馆竣工。该馆位于拉萨市罗布林卡路13号。总领事馆领区为西藏自治区。总领事馆的官员有总领事、领事、领事随员。中国各省区公民均可在尼泊尔驻拉萨总领事馆申办尼泊尔的入境签证。